# Фосса (Керри)
Фосса (англ. Fossa; ирл. An Fosadh) — деревня в Ирландии, находится в графстве Керри (провинция Манстер).